# فيكتور براون (فنان)
فيكتور براون (بالإنجليزية: Victor Braun)‏ (و. 1935 – 2001 م) هو مغني، ومغني أوبرا كندي، ولد في وندسور، توفي عن عمر يناهز 66 عاماً، بسبب ضمور جهازي متعدد.

## التعليم
تعلم في المعهد الموسيقي الملكي ‏، وجامعة ويسترن أونتاريو.